# Han Dekker
Johannes Adriaan (Han) Dekker (Delft, 4 juni 1913 - onbekend) was een Nederlands roeier.  
Op de Olympische Spelen van 1948 in Londen maakte Dekker op 35-jarige leeftijd zijn olympisch debuut op het roeionderdeel vier zonder stuurman met Hein van Suylekom, Han van den Berg en Sietze Haarsma. De wedstrijden werden gehouden op de Theems. Met een tijd van 6.47,1 plaatste het Nederlandse viertal zich in de halve finale. Hier was hun finishtijd van 7.32,0 onvoldoende om door te gaan naar de finale. 
Dekker was aangesloten bij roeivereniging De Delftsche Sport (DDS). Van beroep was hij houthandelaar. Dekker nam in 1942 de houthandel van zijn vader, waarin hij reeds werkzaam was, over.

## Palmares

### roeien (vier zonder stuurman)
- 1948: halve finale OS - 7.32,0

Hein van Suylekom · 
Sietze Haarsma · 
Han Dekker · 
Han van den Berg